# AGS-30

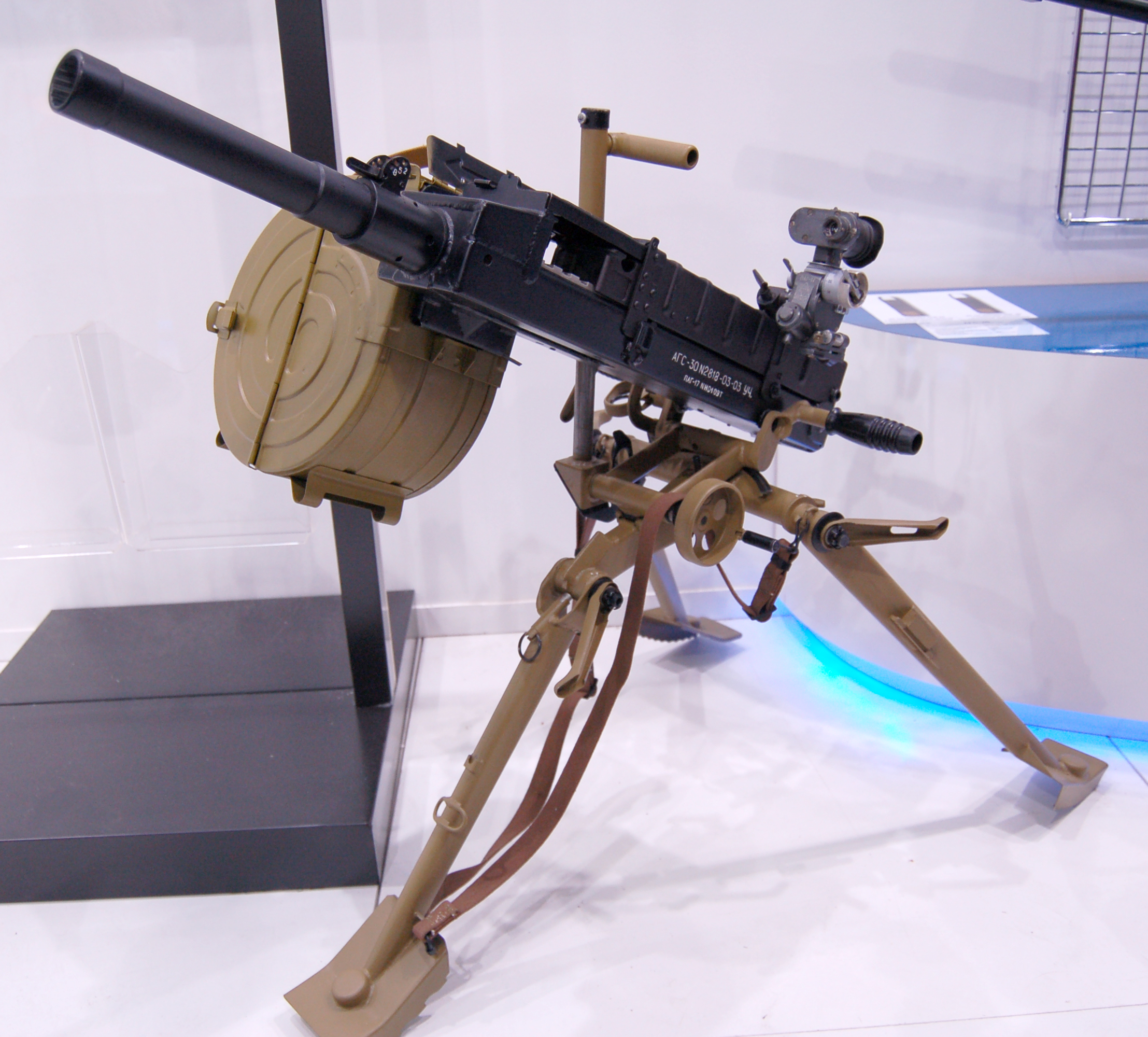

AGS-30 30mm 유탄발사기는 AGS-17의 후계형인 러시아의 자동 유탄 발사기이다.
1994년에 'TKB-722K'라는 이름으로 소개되었으며, 러시아군에 배치되기 시작하면서 AGS-30이라 명명되었다.
AGS-30은 AGS-17의 부품 40%를 사용하면서도 중량과 발사 반동을 감소시켰고, 신뢰성도 높으며 경량화되어 조작 요원이 3명에서 2명으로 감소하였다. 작동은 AGS-17과 동일한 블로우 백 방식이며 30발 탄창의 벨트급탄 방식을 채용하였다. 사용 탄약도 AGS-17과 같은 것을 사용한다(대개 새로운 무기가 채용되어도 탄약은 기존의 화기와 같은 것을 사용함으로써 비용을 절감하는 게 보통이다). 최대 사정거리는 1,700mm, 광학조준기를 표준장비로 채택하였다.

## 같이 보기
- AGS-17